# Dentro (Niccolò Fabi)
Dentro è il settimo album in studio del cantautore italiano Niccolò Fabi, pubblicato il 6 febbraio 2007 dalla Virgin Records.

## Descrizione
Si tratta del secondo album pubblicato dal cantautore per il solo mercato spagnolo. Dentro ripropone alcuni dei brani dei due album di studio precedenti, ed è cantato in spagnolo, italiano e inglese. I brani Es no es, El negocio de antigüedades e Herido sono le traduzioni in spagnolo, rispettivamente, di È non è, Il negozio di antiquariato e Offeso, tratti dall'album La cura del tempo. I brani Ponerse alas, Dentro, El aire e Construir sono le traduzioni in spagnolo di Mettere le ali, Dentro, Novo Mesto (L'aria intorno) e Costruire, tratti dall'album Novo Mesto.
Il brano So Lonely è invece una reinterpretazione dei The Police ed è stata anch'essa pubblicata in precedenza in Novo Mesto.
I singoli estratti da quest'album sono Es no es e Ponerse alas.

## Tracce
1. Es no es – 4:44
2. Ponerse alas – 4:18
3. Dentro – 4:06
4. El aire – 3:29
5. El negocio de antigüedades – 4:31
6. Construir – 4:40
7. La bellezza – 4:14
8. Herido – 4:06
9. Rapporti – 4:57
10. Lentamente – 4:32
11. So Lonely – 4:05